# Karel Holub (politik)
Karel Holub (19. července 1921 – 21. listopadu 1994) byl český a československý politik Československé strany lidové a poslanec Sněmovny národů Federálního shromáždění za normalizace.

## Biografie
K roku 1971 se profesně uvádí jako vedoucí střediska zásob a dopravy. K roku 1976 jako ředitel centra Teplotechna.
Ve volbách roku 1971 zasedl do české části Sněmovny národů (volební obvod č. 23 - Domažlice, Západočeský kraj). Mandát obhájil ve volbách roku 1976 (obvod Plzeň) a volbách roku 1981 (obvod Plzeň). Ve FS setrval do konce funkčního období, tedy do voleb roku 1986.
V letech 1953–1990 působil jako funkcionář v tělovýchově, od roku 1978 jako člen ÚV ČSTV. Za svoji aktivní organizátorskou turistickou činnost byl oceněn Veřejným uznáním s medailí za mimořádně prospěšnou činnost pro KČT a českou turistiku a vyznamenáním Za zásluhy o rozvoj tělesné výchovy a sportu. V roce 2013 byl uveden do Síně slávy české turistiky Plzeňského kraje.